# Defrance-Gruft

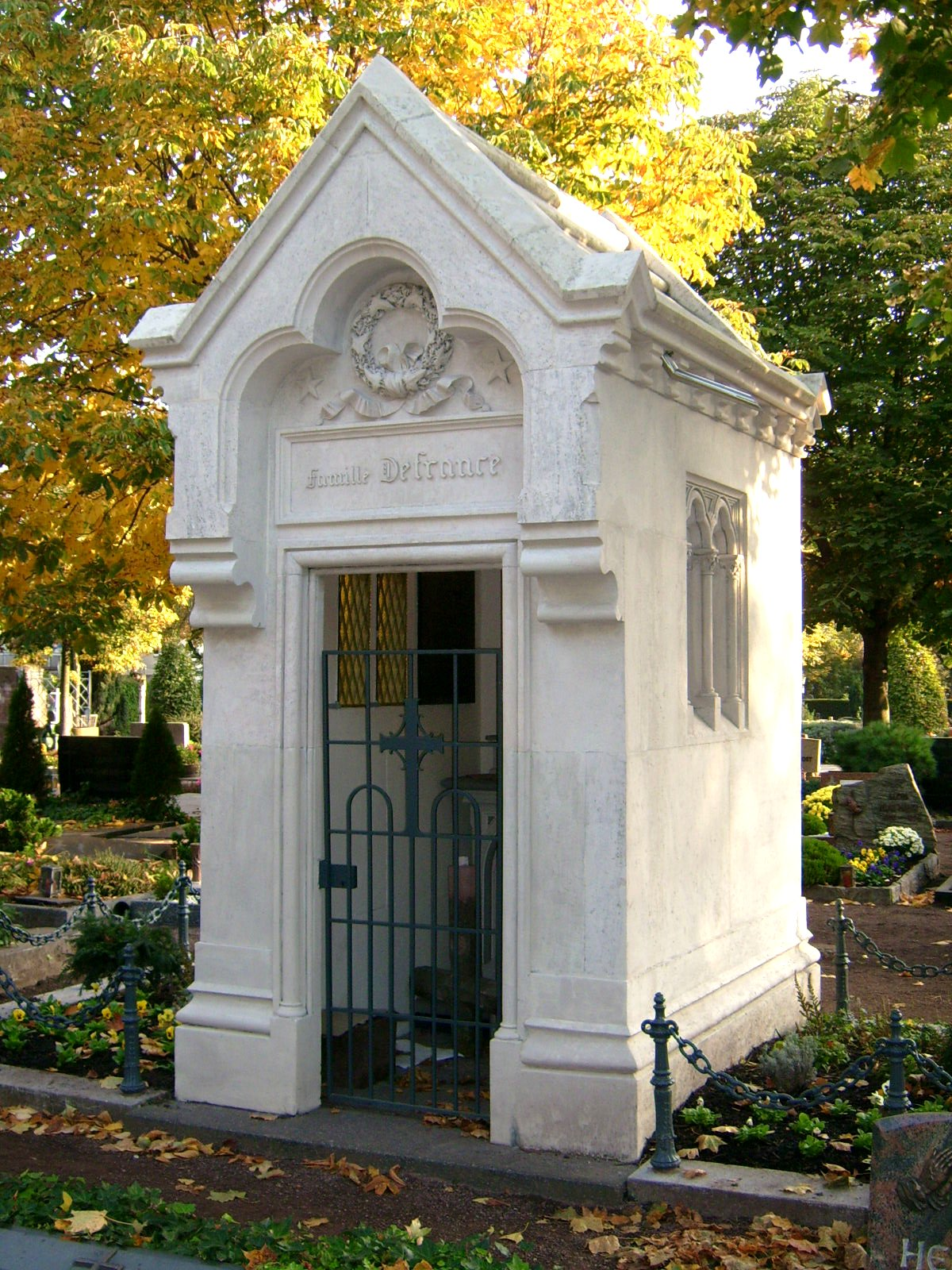
Gruft nach der Restaurierung

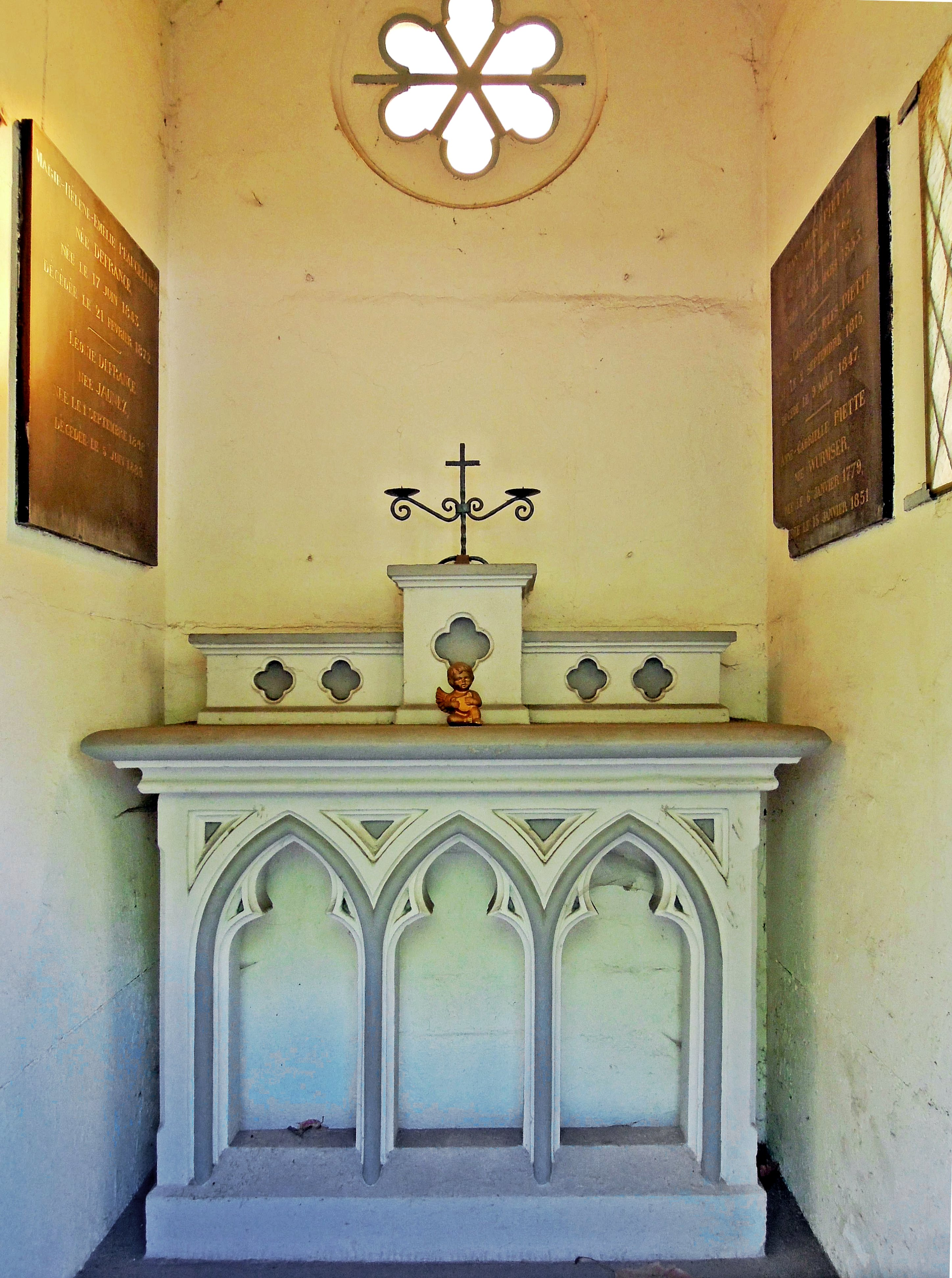
Innenansicht mit den Gedenktafeln

Die Defrance-Gruft ist ein um 1900 erbautes, denkmalgeschütztes Grabmal in Kapellenform auf dem Friedhof Sankt Johann in Dillingen.
In der Gruft befanden sich mehrere Gräber. Auf an den Innenseiten der Gruft angebrachten Gedenktafeln steht:
- Marie-Hélène-Émélie Peaucellier, née Defrance le 17 Juin 1843, décedée le 21 Février 1872
- Léonie Defrance, née Jaunez, née le 1 Septembre 1848, décedée  le 5 Juin 1888

Marie-Hélène-Émélie Peaucellier war eine der drei Frauen von Charles-Nicolas Peaucellier, der zunächst von Paris in die Gruft umgebettet wurde. Die Umbettung erfolgte 1919 kurz nach dem Ersten Weltkrieg in die damalige französische Besatzungszone  für den Grand-Officier de la Légion d’honneur mit allen militärischen Ehren. 1929 fand eine weitere Umbettung in die Peaucellier-Gruft nach Wallerfangen statt. Seine Frau Marie-Hélène-Emélie wurde ebenfalls nach Wallerfangen umgebettet.
Da nur Todesfälle offiziell dokumentiert wurden, sind die Quellen spärlich. Sie beruhen auf Aussagen von Henry Villeroy de Galhau und Jean Cazal Direktor der Fayenceries de Sarreguemines und des bei der Umbettung anwesenden letzten offiziellen Dillinger Totengräbers Johann Thomaser. Auf der zweiten Tafel steht:
- Jean Louis Piette, né le 29 Juin 1767, décedé le 23 Mars 1833
- Marie-Georges Jules Piette, né le 2 Septembre 1815, décédé le 9 Août 1847
- Anne-Gabrielle Piette, née Wurmser, née le 6 Janvier 1779, décédée le 15 Janvier 1851

Die Piettes waren mit der Familie Defrance verwandt und wurden 1872 vom alten Friedhof in die Gruft umgebettet. Auf Initiative des Heimatforschers Aloys Lehnert sollten Nachforschungen in den 1960er Jahren den tatsächlichen Belegungszustand ermitteln. Mit Unterstützung des Compte de Bonneville, des damaligen Generalsekretärs der Dillinger Hütte, wurde die Gruft am 28. Januar 1966 geöffnet. Auf der linken Seite fand man nur leere Nischen und einen Sarggriff. Der Inhalt der rechten Seite wurde nicht ermittelt, da sie  gänzlich zugemauert war.
Von den Verwüstungen des Friedhofs im Zweiten Weltkrieg war die Gruft kaum betroffen. 2006 wurde die Gruft in Absprache mit dem Landeskonservatoramt restauriert. 2009 wurde das Engagement der Stadt Dillingen mit dem saarländischen Denkmalpflegepreis in der Gruppe Öffentliche Eigentümer gewürdigt.